# 73 f.Kr.

## Händelser

### Efter plats

#### Romerska republiken
- Slaven Spartacus rymmer tillsammans med ett 70-tal medfångar och startar därmed det så kallade Spartacusupproret, ett av de största slavupproren någonsin i romerska rikets historia, varunder man först besegrar praetorn Varinius.

#### Brittiska öarna
- Lludd ska enligt legenden ha blivit kung av Britannien (enligt Geoffrey av Monmouth).

## Avlidna
- Heli, brittisk sagokung